# 東アジア共同体

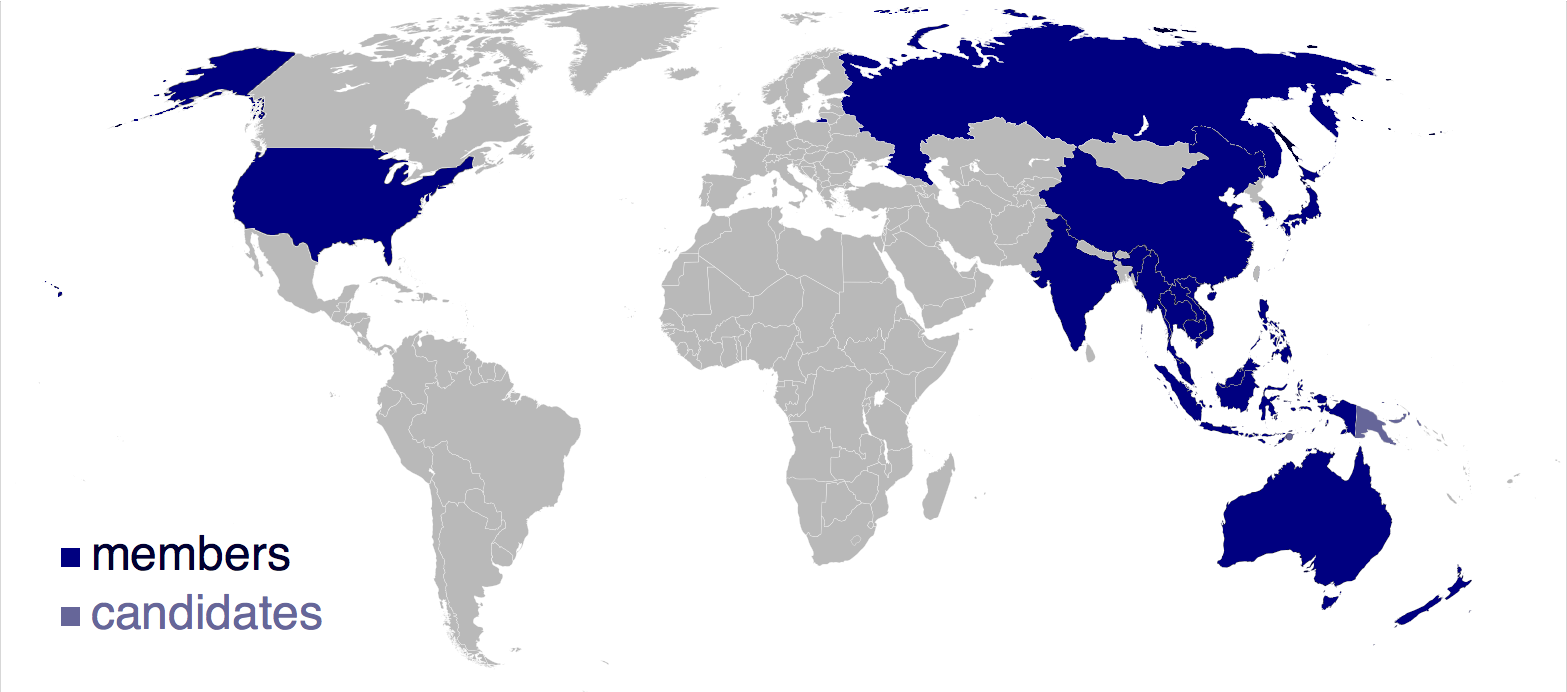
東アジア共同体の対象とされている国々

東アジア共同体（ひがしアジアきょうどうたい、East Asian Community）とは、東アジアにおいて構想されている地域共同体。一般に、東アジア地域を統合したブロック経済によって、アメリカ合衆国（米国）、欧州共同体に匹敵する地域連合を成立させようとする構想において参照される概念である。ただし、各国によって構想の内容は異なる。
国際経済学者ベラ・バラッサによる地域統合の類型 において第3段階（共同市場）以上のものを指す場合が多いが、その度合いや範囲を含め、明確な定義は定まっていない。

## 概要
アジア地域の経済ブロック統合によって、徐々にブロック経済化する世界経済を乗り切ろうという試みは、戦前日本で唱えられた東亜協同体論・大東亜共栄圏構想にも見られた。しかし敗戦により頓挫し、戦後は欧米との自由貿易で経済発展を達成できたことから、戦後日本は地域連携への姿勢は極めて消極的となった。
これに対して中華人民共和国（中国）は、アジア地域における自国の影響力の拡大を図り、アメリカ・欧州連合に対抗するため、本構想に対して積極的である。これは中国に対抗できるオセアニア、インドなどの諸国を含めないASEAN+3（日中韓）という枠組みで、ロシアが主導するCISのような中国主導の共同体を意図していると考えられる。ASEAN+3の枠組みについてはASEAN諸国も賛同している（クアラルンプール宣言）。
東アジア共同体は、各国政府、論者によってその定義は多様で、自公政権は「多様性を包み込みながら経済的繁栄を共有する、開かれた東アジア共同体」 と表し、民主党・社会民主党・国民新党の「連立政権合意書」 は「中国、韓国をはじめ、アジア・太平洋地域の信頼関係と協力体制を確立した東アジア共同体（仮称）」と表現している。
2000年代にかけて一時盛り上がりを見せたものの、中国と他国で政治体制・人口・国土・軍事力などが大きく異なるため困難と考えられた。2010年代になると中国は一帯一路として西への志向が強くなり、民主主義国家である日本と韓国の関係も劇的に悪化、下火となっている。

## 東アジアの地域概念

### 共同体構想における「東アジア」

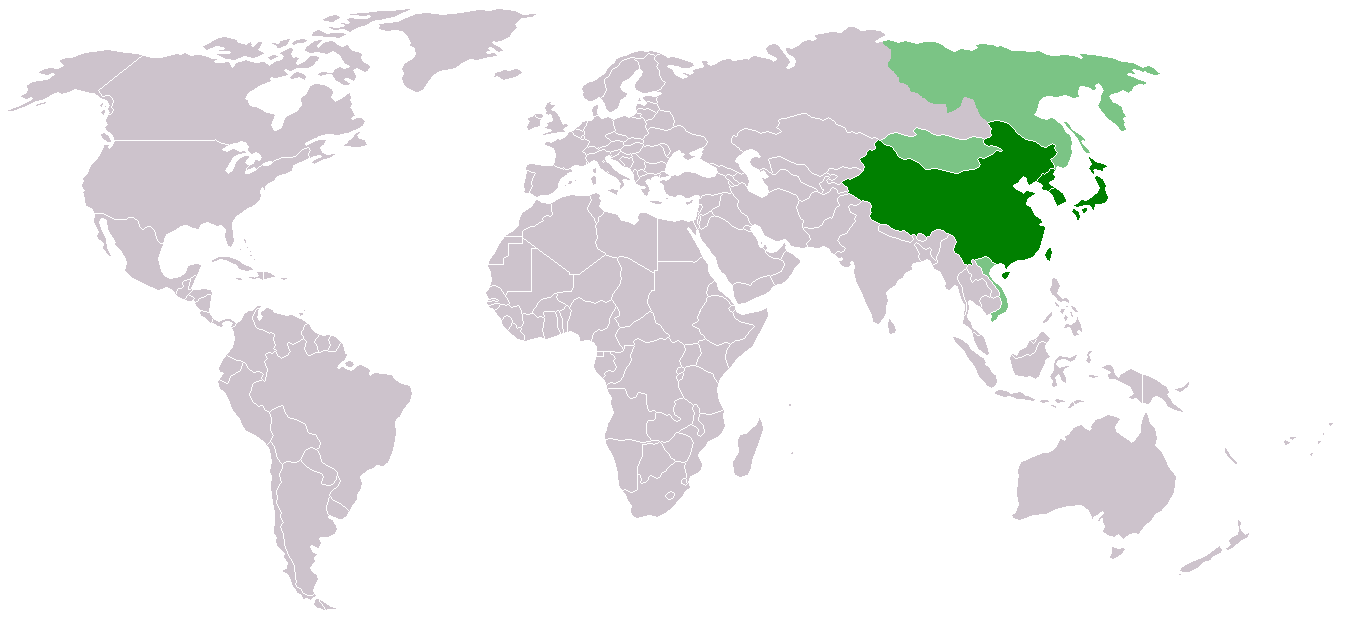
東アジアの図。分類の基準により、その枠組が異なるため、単色で塗り分けることは現在では不可能である。

「東アジア」という地域の概念を考えることは、かなりの困難を伴う。
現在、政治的に範囲の定まった地域は東南アジアであるが、アジアの他の部分は地域認識が非常に曖昧であり、一般に ASEAN10カ国に日中韓の3カ国を加え ASEAN+3 とされることが多い「東アジア」でさえも、たとえば、東アジアサミット (EAS) にインドが参加していることなどからも分かるように、その範囲は時と場合によって異なるというのが実情である。
地理的な観点から言えば「東アジア」とは“アジア大陸の東部に位置する、太平洋に面した地域”を意味し、「極東」とほぼ同義で、日本・朝鮮半島・中国を指していた。1993年世界銀行レポート『東アジアの奇跡』で初めて ASEAN が東アジアに一部として定義された。一方、国際連合による定義では日・朝鮮半島・中国（香港・マカオを含む）にモンゴルを加えた国と地域地理的な東アジアとして公表している。
そもそも第二次世界大戦以降、13カ国によって「東アジア」という地域単位が形成されるには大まかに分けて3つの要素があった。すなわち、冷戦構造における東アジア独自の政治・安全保障システム構築、1970年代の NIEs 台頭から現在に至るまでの東アジア特有の雁行型経済発展の達成、権威主義から民主主義への体制移行による経済発展・ビジネスネットワークの拡大およびそれに伴う相互依存関係の深化である。このように現在の「東アジア」では、政治によって主導される地政学的要素よりも、経済的な観点を有する地理経済学的要素が強まっているという捉え方ができる。
最終的に、地域的な範囲が「地域」として人々の意識に根付くか否かは様々な事情によって決まり、またその過程は構造的要因と並んで様々な偶然で左右されるものである。

### 東アジアの経済規模と成長性
東アジアは、アジア通貨危機の発生する1997年まで、“東アジアの奇跡”とも呼ばれるほどの経済発展を遂げてきた。通貨危機後も概ね順調な回復を遂げており、今後も、国によって勢いの程度に差はあるものの、高成長を持続させていくものと考えられている。

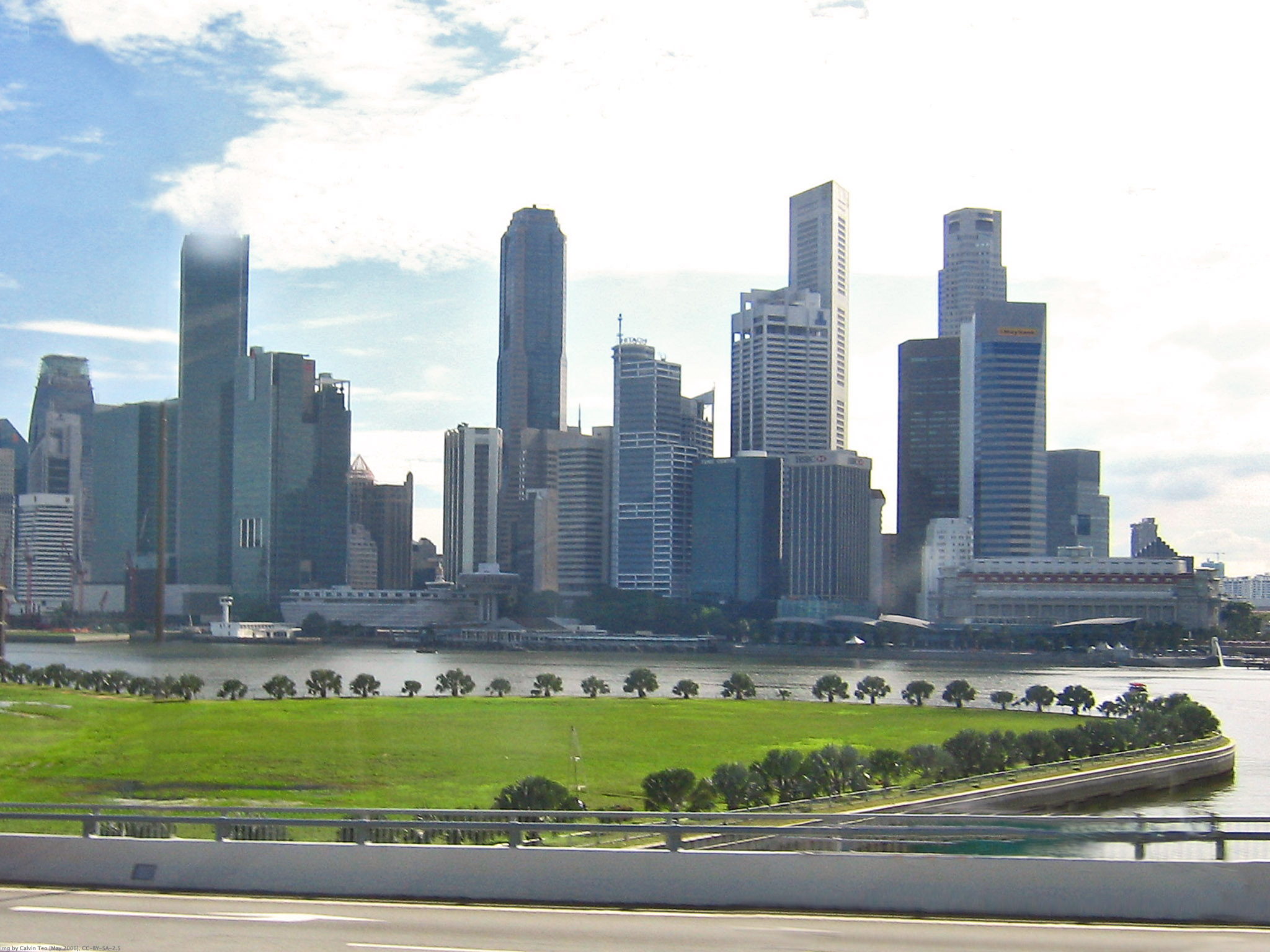
シンガポール。中継貿易から加工貿易へと政策転換することで、工業国としての地位を築いた。

東アジアの高成長は、地域における主役を交代させることで達成してきた。第二次世界大戦後、東アジアにおいて経済発展の先陣を切ったのは、朝鮮戦争の特需により景気を回復させた日本であった。1970年代初頭のオイルショックの影響によって成長が減速するまでの、その経済成長は“東洋の奇跡”と称さるものであった。日本に続いたのが韓国、台湾、香港、シンガポールの、いわゆるNIEs諸国である。1960年代より、外国からの資本や技術の導入の促進を目的とする輸出志向型工業化政策の導入により輸出を拡大させることで、自国経済に成長をもたらした。NIEs諸国の成長にやや陰りが見られ、1980年代後半よりそれに代わる形で高成長を達成したのが、ASEAN原加盟国のうちシンガポールを除いた、マレーシア、インドネシア、フィリピン、タイの4カ国である。これらの国々は、外国企業による輸出を目的とした直接投資の受け入れや投資・輸出の促進により、経済成長を可能にした。なお、1990年代からはASEAN4カ国と同様に中国も、開発戦略による高成長を実現させている。
| 加盟数 | 名称・国名     | 人口         | 名目GDP        | 一人当たりGDP |
| ------ | -------------- | ------------ | -------------- | ------------- |
| 13     | 東アジア共同体 | 16億000万人  | 19兆3100億ドル | 38200ドル     |
| 10     | ASEAN          | 6億3862万人  | 2兆5547ドル    | 4000ドル      |
| 25     | EU             | 5億1180万人  | 18兆4000億ドル | 3万5939ドル   |
| 4      | メルコスール   | 2億8899万人  | 2兆8570億ドル  | 11337ドル     |
| 3      | NAFTA          | 4億8318万人  | 21兆1440億ドル | 4万3885ドル   |
| -      | 中国           | 13億7867万人 | 11兆9910億ドル | 1万3136ドル   |
| -      | 日本           | 1億2699万人  | 4兆9093億ドル  | 3万3138ドル   |
| -      | 韓国           | 5125万人     | 1兆4112億ドル  | 3万4165ドル   |

これら雁行型発展を成し遂げてきた東アジアを1つの地域として捉えると、東アジア13ヵ国は人口において EU の約4.4倍・NAFTA の約4.7倍、購買力平価 (PPP) による GNI では EU を上回りほぼ NAFTA に匹敵するなど、世界でも類稀な経済規模を誇る地域であることが窺える。さらに、日本を除く東アジア各国は、中国・インドネシアを筆頭に2020年まで軒並み高い成長率を達成することが見込まれており、例えば経済協力開発機構 (OECD) のレポート『2020年の世界』では、もし今後もグローバリゼーションと経済の自由化が順調に進展していくならば、中国をはじめとする東アジアは21世紀における世界の最もダイナミズムを持った発展の中心地になるであろうとの予測がなされている。具体的には、1995年から2020年までの経済の年平均成長率は、中国の8%を筆頭に、インドネシア7%、台湾、シンガポール、タイ、フィリピン、マレーシアが6.9%と予測されており、これはEU、NAFTAの2.8%、ラテンアメリカの5.3%を大きく引き離している。ただし、中国の成長率が2008年に10%に届かないどころか大きく下回ったため、この説は疑問視されている。また同レポートには、2020年時点での中国のPPPによるGDPは、世界の総GDPの約20%にも上り、米国の約11%、日本の約5%を大きく上回るというシナリオが描かれている。失業問題や経済格差問題など克服すべき多くの課題を持つ中国が今後このシナリオ通りの発展を遂げる可能性については不透明であるが、いずれにせよ21世紀における経済発展の中核を担うことも充分に考えられる。そして、これらのことは、東アジアに経済共同体が出現すれば EU・NAFTA と肩を並べる大規模な経済共同体になる可能性をも示唆している。

### 東アジアにおける資本と労働力
東アジア経済の高い経済成長の要因として第一に挙げられるのが、飛躍的に拡大を続ける貿易である。東アジア諸国が日本から技術や生産財の提供を受け、安い労働力で安価な製品を生産することによって外貨を獲得し、それによって自国の経済発展にとって重要な原材料、機械、技術などの輸入を可能にするというメカニズムが、東アジア諸国では日本が大きな役割を果たしてきた。
世界貿易の約20%に達するそのシェアは、アジア通貨危機後の一時期を除けば、1987-1988年、1994-1995年、2000年という3度の世界経済高成長期に対応した急速な拡大をはじめとして全体的に増加傾向にあり、とりわけ中国については1980年から2003年の間に貿易が20倍以上も増加、2003年の輸出入総額が対前年比37.1%増の8521億1000万米ドルになるなど、その上昇が顕著になっている。また、中国ほどではないものの、いわゆるCLMV諸国 に数えられるカンボジアやベトナムでも貿易の伸びが際立っている。
なお、機械産業や繊維産業などでは、日本から技術や生産財を調達し、生産品を域内内外に輸出するというシステムが構築されており、このため域内の貿易依存度でも輸出より輸入の方が高くなっている。
日中韓3カ国間の貿易関係も、日本が先端技術と資本を輸出し、中国の安価な労働力を使って生産を行うと言う経済構造・貿易構造を反映したものであり、日中間貿易では日本の入超、中韓間貿易では中国の入超、日韓間貿易では韓国の入超という三つ巴関係が成り立っている。
貿易と密接な関係にあり、また地域統合において貿易と同様に重要な役割が期待される投資問題については、最大の労働力を誇る中国が不公正な許認可制度や出資制限を日韓の企業に課していることから、域内にそれほど活発な相互依存関係は見られないのが現状である。
このような現状を受けて、日中韓3カ国は、投資協定の締結に向けた交渉の開始と日中韓自由貿易協定の促進する意思を2007年1月の日中韓首脳会談で一致させている。これは安倍政権の発足による日中・日韓の関係に改善の兆しを受けてのもので、外国企業への不当な差別や規制を撤廃し、現在の2国間協定では不十分となっている内国民待遇を相互に徹底させ、相互の投資を促進させる事を目的としたものである。この交渉では、中国が日韓の企業に課している許認可制度や出資制限などの緩和を協議し、中国において日韓の企業が中国企業と同等の条件で営業できるような規制緩和が求められ、また、知的財産権の保護や紛争処理の手続きにおける規則の整備、中国政府による行政手続きの透明化なども議論された。
直接投資については、日本が域内では支配的な位置を占めている。これは、直接投資を行う際に必要な資金、技術などを先進国が豊富に所有しているためである。東アジアにおける直接投資国は、1980年代から1990年代初めまでは日本のみであった。1990年代以降になるとNIEsがこれに続き、現在では中国やマレーシアも対外直接投資を展開している。
このような流れの中で、東アジア3カ国における直接投資流入の世界に占めるシェアは1994年の15.4%から2000年には4.7%へ、直接投資流出の世界に占めるシェアは、1990年の20.4%から2000年には3.4%へと、それぞれ激減している。また、3カ国間での直接投資流出入も活発ではなく、そのシェアは1995年の9.8%から2000年には6.1%へと減少した。通貨危機による影響も無視はできないが、それでも同時期の域内貿易比率と比較すれば、域内投資は極端に少ない。
これらの最大の原因として、東アジアの域内投資の大半は最大の供与国である日本（香港・マカオを除く）に依存しており、日本の東アジアへの直接投資は活発化していない事が挙げられる。これは"失われた10年"とされる日本経済の長期停滞やアジア通貨危機の影響、中国へのリスク感・不信感（チャイナリスク）を背景とする対中投資の不振などに因るものである。

## 地域化に向けたこれまでの経緯

### ASEANの台頭

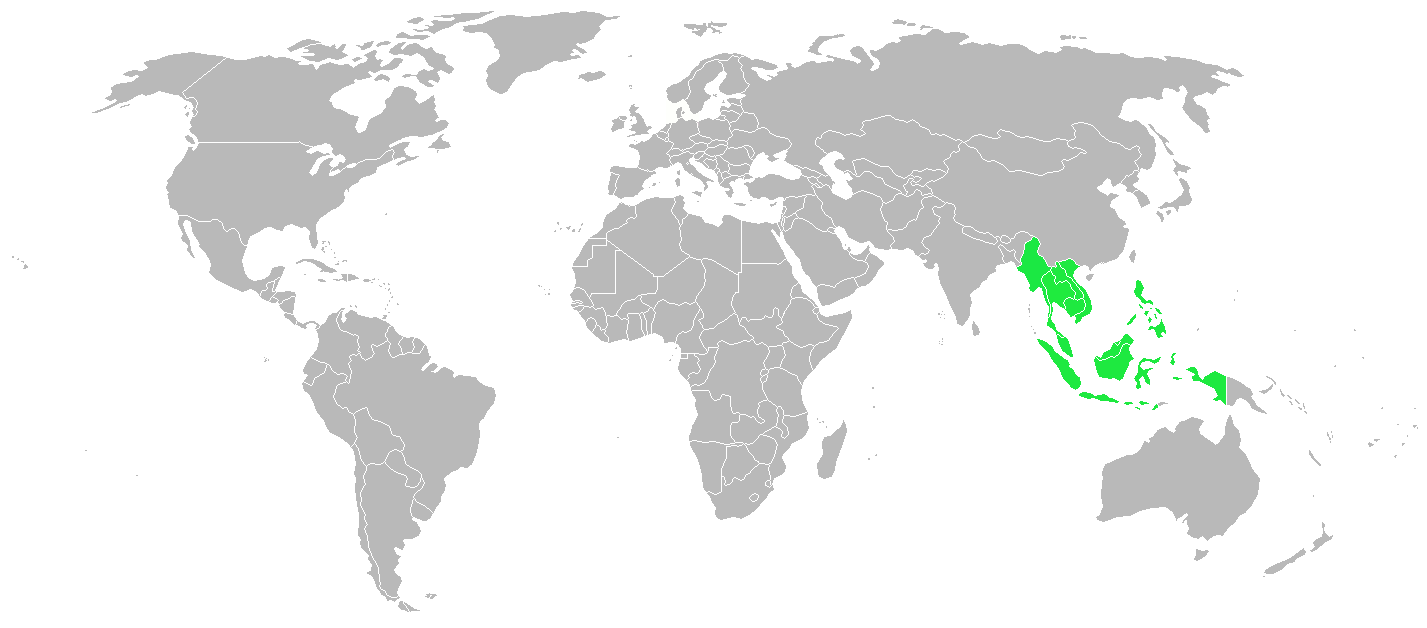
ASEAN加盟国

ASEANは1967年8月、反共産主義の立場をとる東南アジア5カ国、シンガポール・インドネシア・フィリピン・タイ・マレーシアによって結成された。当時は経済的な相互依存関係は殆ど無いASEANであったが、1971年の東南アジア平和・自由・中立地帯宣言（ZOPFAN）、1976年のASEAN協和宣言・東南アジア友好協力条約（TAC） に象徴される強靭な結束力によって政治的主体性を確立し、国際社会における存在感を増していった。1984年にはブルネイが加盟し、その後も1995年ベトナム、1997年ラオスとミャンマー、1999年にカンボジアが新たに加盟、10カ国体制によって東南アジアのほぼ全域をカバーする現在の地域統合体へと発展を遂げた。とりわけミャンマーとカンボジアの加盟に関しては、強圧的な政権の下、民主化の進まない両国の加盟に反対する米国と、両国を支援する中国の対立の中、ASEANが条件付ながら両国の受け入れを示した事で、国際社会に対しその姿勢の変化を見せ付ける結果に繋がった。
また1997年12月の非公式首脳会議では、経済のみならず政治・安全保障・社会・文化といった面でも統合を深化させるASEAN共同体を2020年までに実現させる事を目指すASEANビジョン2020を採択しており、1998年12月にはハノイ行動計画で経済統合の促進が、2004年11月にはビエンチャン行動プログラムで域内格差の是正や地域競争力の強化に関する協力的枠組みASEAN統合イニシアティブ（IAI）が、それぞれ設定された。また、2003年10月の首脳会議では、ASEAN安全保障共同体（ASC）、ASEAN経済共同体（AEC）、ASEAN社会・文化共同体（ASCC）の3つの共同体形成を通じてASEAN共同体の実現を目指す第二ASEAN共和宣言を採択し、2007年1月の首脳会議では2020年としていた従来の予定を5年早め、2015年に実現させるセブ宣言を採択した。共同体形成に背景には、中国やインドなど近隣諸国の台頭によるASEANの存在感の低下への危機感があるが、セブ宣言では2007年11月予定に予定されるASEAN共同体の最高規範ASEAN憲章の制定や対テロ協定の締結、域内の移民労働者の権利保護をも謳っており、これによりASEANの結束力は一層強固なものになると考えられている。
結束力と共にASEANの特徴として挙げられるのが、域外諸国との協力関係の強化と、それにむけたリーダーシップである。APEC設立後に積極的な役割を果たした事のみならず、これまでASEANの呼び掛けにより1993年のASEAN拡大外相会議や1994年のASEAN地域フォーラム（ARF）、1996年のアジア欧州会合（ASEM）を開催するなどしてきた。

### 東アジア経済グループから東アジアサミットへ
1990年代に入り、グローバリゼーションの下で資本と貿易の自由化を進めたASEANは外国資本や技術の導入のために、ASEANをより魅力ある経済市場として統合する必要に迫られた。これを受け、1990年末にはマレーシアのマハティール・ビン・モハマド首相によって、ASEAN6カ国にインドシナ諸国や日中韓などを加えた東アジア経済グループ（EAEG）が提唱された。EC（現・EU）やNAFTAの進展に対抗すべく提唱されたこの構想は、後に東アジア経済協議体（EAEC）と改称されるものの、排他的経済ブロックを懸念する米国の反対や、それに追随した日本の不参加等により成立する事は無かった。
EAEG構想が頓挫すると、アジアとEUとの連携の必要性を感じた欧州委員会によって発表された報告書『新アジア戦略に向けて』を受けて、1994年10月の演説においてシンガポールのゴー・チョク・トン首相がアジア欧州会合（ASEM）を提唱する事となる。この時点でのアジア側のメンバーはASEANと日中韓が予定されており、それはEAEG構想と重なるものであった。ニュージーランドやインド、台湾なども参加の意向を示したもののマレーシアの反発に遭い、最終的にはASEAN6カ国にベトナム、日本、中国、韓国を加えた10各国がアジア代表として選ばれた。また、ほぼ時を同じくしてASEANと日中韓による経済閣僚会合も計画されていたが、豪州とニュージーランドの参加を認められなかったため日本が参加を拒否し、それを受けて韓国も不参加を表明、結果的にEAEGと同一メンバーでの初めての会合が中止を余儀なくされていた。
1996年2月にはASEMに関連してASEAN7カ国と日中韓による首脳会談が開催され、準備会合という位置付けでありながらも、事実上のASEAN＋3会議が成立する事となる。
1997年12月、クアラルンプールにおける非公式のASEAN首脳会議に際し、初めてASEAN＋3という枠組みでの首脳会議が開催される事となるが、このきっかけを作ったのは1997年1月の橋本龍太郎首相の東南アジア訪問であった。日本とASEANとの関係強化を目指した橋本首相は、シンガポールでの演説で橋本ドクトリン を提示し、同時に日本とASEANの首脳による定期的な会合を提案した。これに対し、中国への影響を懸念したマレーシアは「中国に対しては、封じ込め政策ではなく友好政策を採るべき」とし、慎重な姿勢を見せた。同年3月には、ASEAN首脳会議、ASEAN+3首脳会議、ASEAN+1（日本）首脳会議の同時開催がマレーシアより提案され、最終的には、更にASEAN+1（中国）首脳会議を加えた4つの会議が開催された。このように、日本とASEANとの関係強化を狙った日本の外交政策は、結果的にはASEAN+3という枠組みを形成する事に繋がったのである。

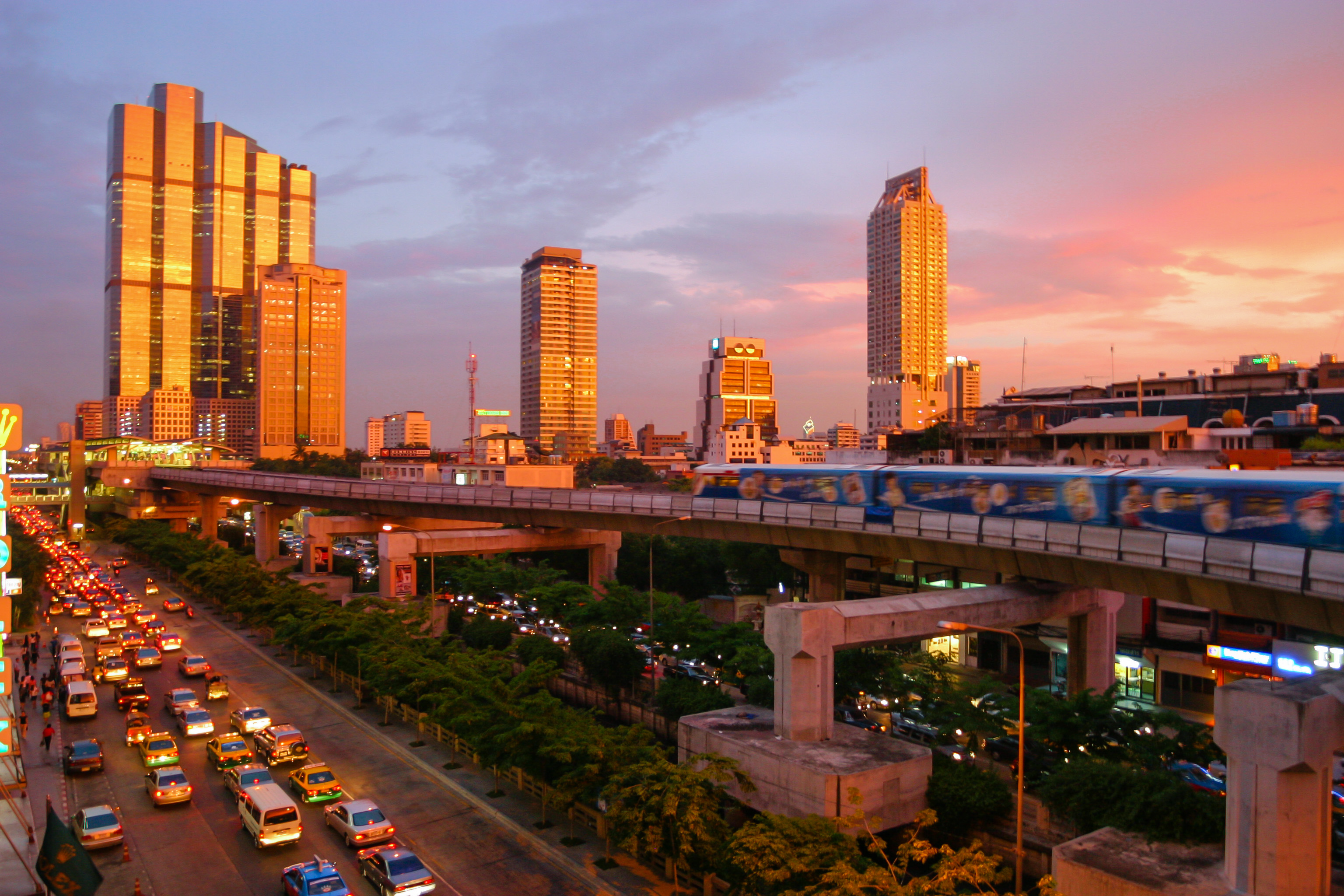
バンコク市街。アジア経済に多大な影響をもたらした通貨危機発端の地。

また、そのような折に発生した1997年7月のアジア通貨危機が、皮肉にもアジアの結束力を一層強め、地域連携をより加速させる事となった。緊急支援を求めたタイ・インドネシア・韓国に対し、米国の主導するIMFやアジア太平洋経済協力会議（APEC）はアジアの資本主義を縁故資本主義 と非難し、支援に無関心であった。東アジア諸国が次第に日本へ支援期待を始めると、日本はこれを受けてアジア通貨基金（AMF）構想を打ち出した。この構想は米国とIMFの反対によって頓挫したが、今度は新たな支援策として新宮沢構想 と形を変え、1998年12月のベトナムにおけるASEAN首脳会議に招待国として参加した際に提示された。また、中国の胡錦濤副主席が蔵相・中央銀行総裁による会議の開催を、韓国の金大中大統領が東アジア・ビジョン・グループ（EAVG） の設置を提案した。
このように、通貨危機を取り巻く一連の動きによって東アジア諸国は、既存の制度や秩序の不十分さやIMF・アジア開発銀行（ADB）の無力さを痛感し、東アジアにおける地域連携の必要性を認識する事となった。同じ枠組みでの会合が2年連続で開催された事は、「ASEAN+3」という枠組みの存在を示すには充分なものであり、また胡錦濤副主席が提案した分野別でのASEAN+3会合の開催が承認された事はそれを裏付ける形となったのである。
東アジア地域協力の実体化への動きは、1999年11月のASEAN+3首脳会議において採択された「東アジアにおける協力に関する共同声明」に端を発する。これはAPECや東南アジア諸国連合地域フォーラム（ARF）と比較しても、経済、社会から政治、安全保障に至るまで、極めて包括的に協力を行う事を宣言したものであった。
2000年3月の蔵相・中央銀行総裁代理会議で、新たな基金の創設も視野に入れた資金協力の枠組み作りの検討が合意され、5月には通貨スワップ協定に向けての合意に至った。これが、いわゆるチェンマイ・イニシアティブ（CMI）である。この会合ではASEAN+3蔵相会議の半年毎の開催についても合意し、以降も、同じ枠組みでの経済閣僚会議・外相会議・労働相会議・農林相会議・観光相会議・エネルギー相会議・環境相会議が設立され、その中には定例化しているものもある。このようにASEAN+3という枠組みは事実上の制度化へ向けてその方向性を定めていく事となった。
ASEAN+3首脳会議が同枠組みにおける種々の閣僚会議の頂点として位置付けられ始めると、EASGにおいてASEAN+3を東アジアサミットへ進展させる事が議論され、同時に貿易と投資の自由化を見据えた東アジアの協力体制の促進が検討され始めた。また、ASEAN・中国首脳会議で中国の朱鎔基首相が中国ASEAN間での自由貿易構想を提案した事で、結果として東アジア全域における自由貿易構想の可能性が検討され始めたのである。同時に、日中韓首脳会議では日中韓首脳会談の定例化も合意されている。
なお、これら一連の動きの中で、最も政治的リーダーシップを発揮したのは、中国であった。それまで地域協力に無関心であった中国は、中国・ASEAN自由貿易地域の創設の提案だけでなく2001年以降毎年ボアオ・アジア・フォーラムを開催するなど、近年その動きを活発化させている。
中国とASEANの貿易総額は1990年以降急増しており、2004年には1000億ドルに達し、これは温家宝首相が2003年に打ち出した2005年での達成を前倒しで実現した事となる。また、2004年にASEANとの共催で中国ASEAN博覧会（CAEXPO） が広西チワン族自治区で開催されるなど、中国とASEANの経済緊密化は急進展している。加えて、同年の中国ASEAN首脳会議では中国・ASEAN戦略パートナーシップ行動計画 を発表し、併せて双方は2005年から段階的に関税を引き下げる事となった。ASEAN原加盟国6カ国とは2010年に、新加盟国4カ国は2015年に、ほとんどの貿易品の関税を撤廃すると定められており、これにより中国・ASEAN間の貿易額は2000億ドルに達するであろうと見られている。
一方日本は、中国や韓国に比べると、東アジアの地域化については非常に消極的であった感は否めない。日本はGATT原則 に乗っ取った多国間での「自由」貿易原則の重要性を訴え、また外交の基本方針として対米・対欧関係を重視するあまりアジアに軸足を置く事ができなかった。これにより、日本はグローバリゼーション下での地域化の意味を充分に把握できず、その対応に遅れを取る事となった。
近年ようやく、日本の貿易政策はWTOを主体とした多国間貿易「自由」化策からFTAによる地域貿易協定に重点を置いた政策へと転換しつつあり、2002年にシンガポールとの間では日本で初めてのFTAとなる新時代経済連携協定（EPA）を締結した。これを皮切りに、2003年には韓国とのFTA交渉を開始、2005年にはメキシコとの経済連携協定を発効し、同時にASEANとの協定締結に向けて本交渉開始を予定するなど、日本はFTA締結への取り組みを加速させた。
2002年には小泉純一郎首相がシンガポールでの政策演説において、ASEAN+3にオーストラリアとニュージーランドを加え「共同体」をより漠然とさせた地域協力を目指し、東アジアを「共に歩み共に進むコミュニティ」とする構想（東アジア・コミュニティ構想）を打ち出した。またそのために、1.教育・人材育成分野における協力、2.2003年「日本・ASEAN交流年」、3.日本・ASEAN包括的連携構想、4.東アジア開発イニシアティブ（IDEA）、5.国境を越える問題（海賊、テロ、SARSやHIVといった感染症、津波等の大規模災害、ほか）を含め安全保障面での日本とASEAN間での協力強化、という「5つの構想」を示し、それに向け、日本はASEAN重視政策の一環として様々な協力を打ち出している。
2003年12月の日本・ASEAN特別首脳会議では、ASEANの首脳がASEAN域外で初めて一堂に会する機会となっただけでなく、前述の「5つの構想」の1つである日本・ASEAN交流年の記念的イベントともなった。また、この会議において日本・ASEAN東京宣言 と、その実現に向けた日本・ASEAN行動計画 が採択され、幅広い分野での協力が約束された。これら一連の動きは、日本のASEAN重視政策を象徴する形となった。

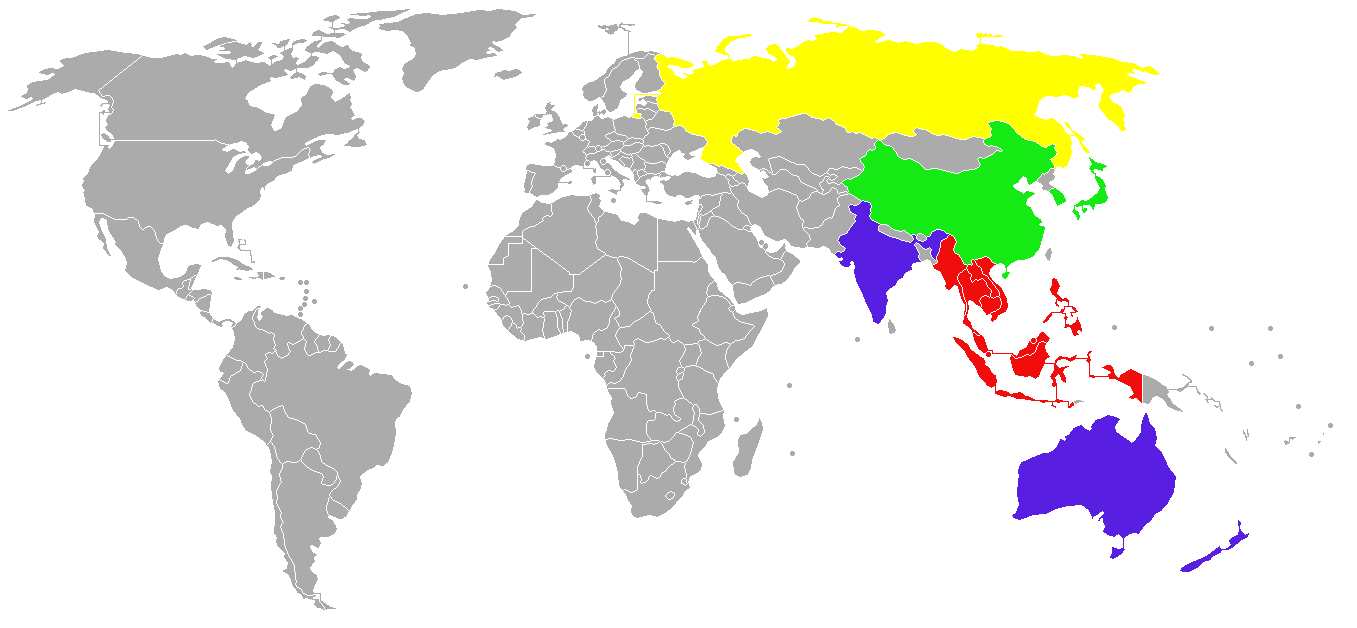
東アジアサミット参加国

以上のように、現在、東アジアの地域化への動きは日本・ASEAN、韓国・ASEAN、中国・ASEANの三本柱で進められており、日中韓とASEANが一体化した形での包括的な政策検討はEAVGの報告の検討作業を行う東アジア・スタディ・グループ（EASG）に委ねられている。
2003年11月、EASGでは17の短期的措置と9の中期的措置を提言しており、加えてASEAN+3という枠組みによる、長期的目標としての東アジアサミット（EAS）を指摘した。2005年にはマレーシアが、ASEANの議長国を務める事を機に、同国クアラルンプールにおける第1回EASを提案した。続いて中国も2007年の第2回EASの北京での開催を示唆した。これを受けて、EASを2年に1度ASEAN域内とASEAN域外の国が交互に開催するという議論がなされ始めたのである。
同年の第1回EASでは、結局ASEAN+3に加えインド、豪州、ニュージーランドも参加し、計16カ国による開催となった。ASEANとの関係の深さや東南アジア友好協力条約（TAC）加盟国という条件で選ばれたインド、豪州、ニュージーランドについては、中国台頭の影響でASEANの影響力の低下を恐れたインドネシアとシンガポールがその参加を支持した事により実現した。
EASについては、参加国の枠組みやASEAN首脳会議との関連性、共有するべき理念の方向性について、未だに議論を要する争点が多く残されている。形式論先行の動きに対し、根本となる東アジア協力の意義について再度議論を求める声もあるが、それでも東アジアが自らの主体性を発揮しサミットを開催した事自体について「東アジアの地域化に向けた第一歩」として一定の評価をする有識者もいる。

### 東アジアにおけるFTAと東アジア共同体構想
東アジアにおける最初のFTAは、1992年に合意、1993年に締結されたインドネシア、マレーシア、フィリピン、シンガポール、タイ、ブルネイの6カ国（90年代後半にはベトナム、カンボジア、ミャンマー、ラオスも加盟）によるASEAN自由貿易協定（AFTA）であった。これは中国が主流になりつつあった先進諸国からの投資をASEAN地域に向かわせるため、投資先として地域の魅力を高める必要に迫られてのものであった。AFTAの当初の計画は2007年までに全ての工業品の輸入関税を引き下げ、2008年には5%以下にする事であった。しかしASEANは2003年、従来の計画を5年前倒しする形でこの目標を達成しており、新たな目標としてベトナムを2003年、ラオス・ミャンマーを2005年、カンボジアを2007年までに、それぞれ関税率を引き下げる事を定めた。同時に、2015年の経済統合の実現に向けて、域内の関税の完全撤廃や投資の自由、サービス貿易や看護師など特定の職業への従事者、熟練労働者の移動の自由を進展させる事を、将来的なビジョンとして掲げている。
一方、多角的貿易システムを掲げ地域主義に警戒感の強かった北東アジアにおけるFTAへの動きは、1998年11月に韓国から日本に日韓FTAが提案されたのが始まりであった。韓国はこのほかニュージーランド、シンガポール、ASEAN等とのFTAを検討している。
韓国についで積極的なシンガポールも、2002年の日本とのEPA、欧州自由貿易連合（EFTA）とのFTA締結や、2003年の韓国へのFTA提案など、活発な動きを見せている。
日本においても、FTAについて、保護主義であるとしていた従来の認識を改め、2000年版の通商白書の中でその価値を認め、積極姿勢に転じた。現在はタイやフィリピン、ベトナムなどとのFTAが検討されているほか、2015年までの締結が予定されている中国・ASEAN間でのFTAに呼応するかのように、2002年に日本・ASEAN包括的経済連携構想を提案し、2002年9月のASEAN+日本・経済閣僚会議において2012年までの締結に関し合意を得ている。日本は東アジアの途上国を中心にFTA展開を進めているが、これは相手国への進出や国内の構造改革の推進、経済支援による途上国の経済・政治・社会的安定を目的としたものである。しかし一方で、貿易自由化による農業分野への損害が懸念される事から、とりわけタイなど農業国とのFTA締結については慎重な姿勢をみせている。
中国については、WTO加盟によって世界市場との距離を縮めた後、2010年にはASEANとのFTA（ACFTA）を締結した。中国のみの関税引き下げを先行させる早期関税引き下げ措置（アーリーハーベスト措置）を提示してまでも締結に漕ぎ着けた中国の姿勢からは、貿易自由化だけでなく投資の自由化や経済開発協力など、多分野における協力関係を目指す意図をうかがい知る事ができる。
韓国の金大中大統領により提案された東アジア3カ国の経済協力共同研究が根幹とされる日中韓3カ国間のFTAについては、前述の通り2001年の首脳会議で中国の朱鎔基首相が提案したものの、WTOの新規化加盟国である中国のWTOルール遵守の可否が不透明であった事、日本の特定産業への影響が懸念される事などから、日本は積極的な立場は取っていない。
また、最近では東アジア全体を包含するようなFTA（東アジアFTA）も検討され始めた。1998年12月のASEAN+3首脳会議では、有識者によって構成されるEAVGを発足させ、長期的な視点で捉えた協力体制の研究の推進が合意された。EAVGは2001年11月、各国の首脳に対し東アジアFTAを含む提案を行っており、EAVGより引継がれたEASGが2002年11月、東アジアFTAに関してより詳細な提案を行っている。EASGの提案は、各国国内の一部産業からの反発を理由に公式な議題として扱われる事は無かったが、EASGをさらに引き継いで2003年に北京で発足した東アジア・シンクタンク・ネットワーク（NEAT、東アジア研究所連合とも呼ばれる）が東アジアFTAに関する対話継続と相互理解の推進を目的に活動を続けている。NEATに関しては、ASEN+3各国の支持を受けているという点で、EAVGやEASGとは一線を画すものである。
賛否両論あるFTAであるが、その動態的な市場拡大や競争促進の効果、加えて政策革新の効果までも注目され始めており、ASEAN+3の自由化におけるGDPの押し上げ効果は中国の27.7%を筆頭に、マレーシア18.5%、タイ18.4%、シンガポール16.9%、インドネシア13.4%、韓国9.1%、フィリピン8.4%、日本1.0%（日本経済研究センター試算）とされている。また、ASEAN+3を軸に進められている東アジア共同体構想の第一段階として、東アジアFTAが不可欠であるとの見方が強い。現在、日中韓とASEANが一体化した形での共同体が成立するという明確な見通しは立っていないが、経済面において、日中韓が一体となって経済共同体を成立させる事が、東アジア経済が持つ経済規模と成長性を十分に活かすための第一歩と考えられており、外務省のプロジェクト『日中韓3カ国の競争力比較共同研究』などでも、日中韓のFTAが形成されれば、形成されない場合と比較して3カ国全ての経済成長率を上昇させると予測されている。
民主党政権の政策に影響力を及ぼしている姜尚中東京大学教授は、中国と日本の関係から韓国ソウルに首都が置かれるとしている。

## 東アジア共同体のメリット
通貨危機など間接的に地域化を促進させる要因はあったものの、21世紀以降急速に進展する東アジアでのFTAと地域の協力体制の形成については元々必然である。しかしながら民族・宗教・文化などの多様性に富む東アジアは、かつて地域化とは無縁と見做されていたように解決すべき多くの課題が渦巻いている。

### 進行するグローバリゼーションと地域化
21世紀初頭の世界経済は、全世界を1つに包み込むグローバリゼーションという流れと、それに触発されて起こったEU・NAFTAをはじめとする大規模な地域経済化という、2つの流れが同時に進行している。
米国・カナダ・日本・EUの4極支配で運営されていた国際的に平等な自由貿易の推進というGATTの伝統が崩れた結果、ラウンド交渉 における途上国やNGOの発言力が強まり、交渉の進捗に影響が表れ始めた。その結果、先進諸国はより容易な2国間または複数国間の地域協定に活路を求めるようになり、世界の貿易国の大半がFTAなど地域協定で複雑に絡み合ったネットワークにより結ばれるという現在の状況を引き起こしている。
地域化において最も代表的とされるEUやNAFTAだけでなく、南米共同市場（MERCOSUR）やアフリカ連合（AU）など、国民国家を基本的な単位としながらも世界の殆どの国が、政治・経済などの分野において何らかの地域機構に組み込まれており、国家間・地域間において様々な利害関係を有するという、これまでに類を見ないような複雑な世界情勢を作り上げている。

### 大国主導の国際秩序の変革と西欧的価値観の相対化
獨協大学の金子芳樹教授は、EAEC構想に関して、「大国主導の国際秩序、西欧的価値観の普遍視、価値やライフスタイルなどについて欧米が上でアジアが下という暗黙の評価基準といった、現在の国際社会の価値体系を一気にブレークスルーしたいという意図がEAEC構想の中には含まれていたのではないか」、東アジア共同体のメンバーにオーストラリアとニュージーランドを入れるという日本の発想について、「コンセプトの不明確な中途半端な枠組みをつくって何ができるのか、と問いたくなるのはマハティールだけではないでしょう」「この枠組みについて説得力のある説明がなされない限り、結局のところ、可もなく不可もなく、そして実もなくに終わり、力強い歩みに発展するのは難しいのではないかと感じる」 と語り、東アジア共同体には文明史的意義があると指摘している。

### 分業体制の協調的な確立
1990年代の東アジアにおける貿易の特徴として、完成品の貿易額に比べ、部品や素材など中間財の貿易額が増加傾向にある事が挙げられる。日本から東アジアへ安い労働力を求め技術移転が進んだ事によるアジア地域の生産基盤の発展と、それに伴う貿易投資障壁の低減・撤廃の進展により、企業が国境を越えて生産拠点を自由に選択し経済活動を行うための環境が整備された。
しかし、産業別に見ると必ずしも全ての産業において中間財貿易が増加しているわけではなく、自国産業の保護育成政策によって阻害されているケースも少なくない。
東アジア特有の雁行型発展は、キャッチアップのプロセスと通じて、東アジア各国の構造調整を促し、発展段階に応じた分業体制を形成してきた。共同体の形成によってこの雁行型発展はさらに促進され、東アジアの途上国が協調的分業体制の中で自国の発展段階に適した地位を獲得し、それを通じて所得のキャッチアップと社会問題の克服を実現する可能性もある。このような協調分業体制の確立による、東アジアの経済成長の一層の促進を指摘する有識者もいる。

### 日本の経済協力と技術移転
東アジア共同体は日本にとって経済的メリットをもたらすが、同時に東アジア共同体もまた日本の積極的協力とプレゼンスを必要としている。
戦後の厳しい国内外の情勢の中、東アジア地域に対して日本は、技術協力や無償資金などの二国間協力を行ってきた。
現在では、国際機関を通じた多国間援助の他、日本の政府機関が特定国に対して協力する二国間援助を行っている。このうち東アジア地域では、二国間援助として保健・医療・防災等から農業・学校や病院等のインフラ設備・産業など多岐に渡る分野への技術供与と、返済義務を課さないで資金を供与する無償資金援助及び有償資金援助が行われている。
1992年から2000年まで西側先進国の中では最大の政府開発援助（ODA）供与国となっていたが、長引く経済不況の影響でODAの削減を余儀なくされ、現在もその額は減少傾向にある。このような状況下では、限られた日本のODAをいかにアジア各国が有効利用するかが焦点になる事は必至であり、日本の特性を活かした援助政策を策定する必要がある。
近年の東アジアでは、シンガポール等のように経済成長し援助供与国となった国と開発途上国等が混在するために協力体制も多様である。急激な経済成長を遂げた中国のように、2008年以降には人材育成や技術移転などの「贈与」の一類型として技術移転を要請する場合もある。東アジアの急速な発展は先進国からの資本と技術の導入に因るところが多いが、それらを十分に利用するには技術者の果たした役割も大きい。しかしながら、技術の自己開発力においては極めて低水準にあり、それこそが東アジア最大の弱みとなっている。故に、今後の東アジアの発展には技術力向上が欠かせない。新しい技術の移転についてはキャッチアップされる日本にとってはデメリットが大変大きい為、慎重論が大勢を占めるが、一方で、東アジアにおける技術者の教育を含め技術移転に積極的な姿勢を示し、それをまた日本の新技術開発に繋げるべきとする声も少数だが存在する。
ただし、実際に技術移転が円滑に進んだとしても、日本を含め、第二次世界大戦以降長らく基礎研究を軽んじてきた東アジアに欧州、米国と対抗できる創造的な技術が確立されるという保証はない。また欧米諸国が自身の基礎研究の恩恵を、彼らをゆうに凌ぐ労働力と領土を持つ共同体に分け与えることを快く思わない事も考えられ、結果的には技術の拠所の見かけが変わるだけとも言え、米国に代表される欧米諸国がこれを妨害する事も考えられる。
また、これまで日本からの技術移転というと理工系分野が中心であったが、2000年前後からは法律分野における法整備支援も、東南アジアを中心とした各国のニーズに応える形で次第に広がっている。法整備支援の特色は、専門的知見の普及にとどまらず、法律という分野の性質上、各国のガバナンス強化、投資環境整備と直接結び付く点にある。そのため、2010年6月に内閣が公表した「東アジア共同体構想への今後の取組について」においても、域内に切れ目のないビジネス環境を整備するための手法の1つとして明示されている。

### 地域金融と通貨の統合
資本の自由化・グローバル化の中で発生したため"21世紀型の金融危機"とも呼ばれたアジア通貨危機の後、1997年8月に東京で開かれた会合で日本は、下落した通貨の価値を支える資金を用意するアジア通貨基金（AMF）構想を打ち出した。通貨危機の再発防止に向けて参加国が資金を拠出しプールする基金を創設し、日本が外貨不足となった国の通貨を支えるこの構想に対し、ASEANと韓国は賛同したものの、日本のリーダーシップの強化を懸念する中国と米国が反対し、この構想は同年11月には断念される事となった。
その後1999年のASEAN+3首脳会議で、東アジアにおける通貨・金融分野での自助・支援メカニズム強化の必要性が認められ、2000年5月のASEAN+3財相会議でのチェンマイ・イニシアティブ（CMI）では、ASEAN+3で通貨スワップとレポの取り決め の確立を目指す事と、既存の通貨スワップ網を強化し対象を全てのASEAN加盟国に拡充する事が合意された。さらに2006年5月のASEAN+3財相会議の共同声明では、CMIのマルチ化（2国間の連携を多国間の連携へと移行させるもの）が盛り込まれ、AMF構想の実現への足掛かりになるものと期待されている。
アジア通貨危機には、NIEs諸国の債券市場の発達の遅れと、それらの国に対する資本自由化への圧力も大いに影響している。再発防止のため、輸出により稼いだ外貨を米国債に投資しつつ、米国からリスクの高い短期資本を含む多額の外資を導入するという現在のアジア各国のスタイルを是正するという観点から、アジアの豊富な資本を域内の長期投資に充て、アメリカから独立したアジアの資本市場のインフラ整備を目的とするアジア債券市場（ABM）構想が浮上している。
この構想では、債権の決済を域内で行う事で、将来的には起債も米ドル建てではなく、域内諸国の通貨か共通通貨バスケット建てとする事を目標としている。2003年6月の東アジア・オセアニア中央銀行役員会議（EMEAP）において創設が発表されたアジア債券基金（ABF）は、アジア・オセアニアの11の中央銀行・通貨当局がその外貨準備の一部を拠出し、合計10億ドル規模となるこの基金をもとに東アジア企業が発行する米ドル建ての債権を買い上げるというものである。この基金はアジアのドル建て国債への投資を取り決めているため直ちに自国通貨建て債券市場の発展に繋がるものではないが、域内の国債市場の活性化に寄与するものと考えられる。東アジア各国の保有する外貨準備が2兆米ドルを超えようという水準にある時、安全性や流動性のみに重点を置いた米国債に集中させず、ある程度のリスクはあっても、収益性と将来性を重視したアジア債権へシフトさせる、という方針に沿ったものである。
また、アジア通貨危機の原因として、殆どの国が自国通貨を米ドルに固定していた事もしばしば指摘される。東アジア各国の通貨は、通貨危機直後の一時期を除き、概ね1対1の割合で米ドルにリンクされている。東アジア諸国で貿易・資本取引と外国為替市場での外貨取引において米ドルの使用が圧倒的に多く、世界の外国為替（直物、先物、スワップ）取引高でも米ドルが重要な取引通貨であり、円は米ドル、ユーロに次ぐ第3位となっている。また東アジア諸国政府も外貨準備資産の大半を米ドルで保有しており、米ドルの計算単位としての地位や安定した米国のインフレ率など、連動通貨としては適している事も、このような現状を生み出す要因となっている。
アジア貿易と投資関係の実態を反映しないドルベック制は、1995年春以降のドル高によるアジア諸国の輸出競争力を激減させ、結果としてアジア通貨危機を引き起こした。この教訓を元に、固定相場制を採用する場合は実効レートの変動を抑制できる為替通貨バスケット制が望ましいとする意見もあり、とりわけ東アジアのように、広く分散した貿易相手国と取引を行う地域にとってはそれが一段と重要になる、とも指摘される。
通貨危機の再発防止のためには、アジア経済の相互依存関係を反映した通貨体制の構築、すなわち通貨・金融協力の最終目標である「アジア通貨圏」の成立を推す声も少なくない。東アジアでは前述のように金融面における地域協力は顕著であるものの通貨協力については殆ど合意を得ていない現状があるが、域内の貿易・投資の促進、マクロ経済の安定、経済危機防止といった観点から見れば、将来的には各国が独自の為替制度を用いるのではなく、共通の為替制度採用に向けた国際協調ルールが必要、との観点に基づくものである。
これまでアジアにおいて貿易決済に主に米ドルが使用され円の使用が伸びなかった要因として、日本の財務省が円を国際化の波にさらす事を避けるためにとってきた消極的な政策を挙げる有識者もいる。
現在はまだ米ドル建てによる決済が円建てによる決済を上回っているが、日本と東アジア諸国とのFTAが締結されれば、円建てによる決済に逆転するものと予測され、それにより円の比重が上がり、国際通貨として使用される展望も、1つの可能性としては充分に考えられる。
アジアの地域通貨・金融協力を具体化させるためには、円の国際的地位の向上のため、財務省が米ドルへの依存体質から脱却が前提になるものと考えられる。かつての大蔵省の、アジア極東経済委員会（ECAFE） が提案するアジア決済同盟（ACU）・アジア支払同盟（APU）構想への対応 を非難する声は少なくない。
アジアにおける共通通貨構想は2005年の第1回EASの会合において議題とされており、共通通貨の導入で為替相場の影響を抑え東アジア経済の長期的安定をもたらし、同時に国際社会でもドルとユーロと並ぶ存在になるとされるこの構想は、アジアの国際的経済上の地位向上にも貢献するものと予測されている。
日本では外務省が実現に積極的とされ、自民党と民主党のマニフェストで東アジア共同体の構築をともに掲げられている。とくに「アジアとの共生」を唱える民主党が意欲的である。また韓国では、保守政治家などが主に提唱している。中国・韓国での反日感情の高まり、それに対する日本国内での反発、また“世界秩序の維持責任者”を自任する米国の介入・干渉も予想される事などから一部では共同体の可能性そのものを疑問視する声もあるが、この構想は近年一段と加速しており、21世紀に現実に起こりうるシナリオの1つと考えられる。
一方で、共通通貨を導入すれば、各国は金融政策や財政政策の主権を失う事にもなる。これにより、自国の市場に合わせた金融政策や財政政策が出来なくなる。
日本と他の東アジアは最適通貨圏ではなく、当面そうなる可能性は低い。それにも拘らず性急に共通通貨を導入すると、経済を悪化させる事になる。事実、ユーロに参加しなかったイギリスやスウェーデン、デンマークなどの経済が好調なのに対して、ユーロを導入したドイツやフランスは低迷を続けている。
このように、アジア通貨単位（ACU）の研究と設定からACU建て債権の発行を経てアジア共通通貨創設へと向かう「アジア共通通貨圏」成立への道程は未だ遠い。現状では、アジアにEUのような通貨統合の実現性は低いとの推測もなされている。一方、OECD元事務次長谷口誠は著書の中で"未だに金融・資本市場のインフラが脆弱なアジアは、アジア通貨危機の再発防止に重点を置いた、可能な形での「アジア共通通貨圏」を成立させるべきで、アジアが将来、米ドルやユーロと対抗しうる通貨圏を構築できれば、IMFにおけるアジアの主体性を確たるものにし、発言力を増す事になり、東アジア諸国にとっても望ましい事である。"と述べている。

## 共同体設立への問題点

### 日中・日韓の政治的対立
日本は米国と約150年の交流を持ち、明治維新、日露戦争、八カ国連合軍、第一次世界大戦（連合国）、シベリア出兵など近代の日本の歴史上、様々な場面で日米は軍事的に友好関係があった他、関東大震災では震災後、米国が最も日本に巨額の人道支援や資金援助を行なったなど、軍事だけでなく、困難な時代でも友好であった。
しかし、太平洋戦争（第二次世界大戦）など一時的に関係が悪化した時期はあったものの、幾多の厳しい試練の時を乗り越えながら概ね良好な関係を保ってきた。一方で、中華人民共和国（中国）・大韓民国（韓国）とは10世紀以上の交流があるにもかかわらず、現在においてもその関係は決して芳しいとは言えない状況にある。
中国について言えば、改革開放で中国が超大国化するまでは日中間には太い人脈があり、両国の首脳が何ら支障なく会談できるような機会があった。ところが日中国交回復30周年に当たる2002年に両国首脳の相互訪問が実現しなかった事や、2004年3月の尖閣諸島上陸問題、同年5月の東シナ海における海底油田の開発問題、2005年4月の中国各地での反日デモに象徴されるように、領土係争や歴史認識に基づく反日感情は根強いものがある。
また、韓国についても2002年のサッカー・ワールドカップの共同開催や韓国国内における日本文化の開放など、反日感情に改善の兆しが見られ、また2003年に就任した盧武鉉大統領も当初は「いつまでも過去の足枷に囚われているわけにはいかない」、「過去を直視し、不幸な過去を教訓に、新たな未来に向け進むべき」としていたが、竹島問題や日本海呼称問題などに関する国内世論を背景に反日路線へと転換しており、2005年6月や2006年10月の日韓首脳会談では過去の歴史に対して反省を求めることを重点課題として、これからの日韓関係や東アジア共同体など21世紀において日本と韓国が歩むべき道ついて、際立った議論の進展は無かった。しかし、2022年には韓国で親日派と言われる尹錫悦が大統領になったことから日韓関係が急速に改善した。
中国・韓国はこれらの「政治的対立」の根底には歴史認識問題や教科書、靖国参拝といった問題があると主張しており、この問題を巡っては、中国や韓国は未だに日本に対し感情的な溝を持ち、それが相互信頼や共同体意識の構築を阻害している現状がある。両国政府は日本を歴史を理由に敵視する教育や日本文化に対する規制をおこない、反日感情が浸透している。こと天安門事件以後の中国においては愛国教育が盛んに行われるようになり若い世代ほど反日感情は根強い。また、2010年代以降は日本国内でも中国・韓国人の排除を目的とした市民運動やデモ行進（俗に言うヘイトスピーチ）も活発化しており、両国間の対立は年を追うごとに悪化している。
日本でも、とりわけ中国の軍事力や経済力に対し脅威を抱き、敵視する空気がある。バブル崩壊後から長期的に経済停滞をしている自国に比べ、20年以上も高成長を続ける中国はやがて日本を追い抜き、日本に悪感情を持った非民主的な軍事超大国が隣に誕生するという悪夢への抵抗感によるものである（中国脅威論）。しかしながら、中国のWTO加盟による貿易自由化の促進や内需の拡大により日本では自動車や電子部品の輸出額が増加し、2005年の日本の対中輸出はWTO加盟前の2000年に比べて約170%増加した事や、中国では沿海部を中心に4億人規模の巨大市場が存在し日本企業にとっては大きなビジネスチャンスとなっている事は事実であり、1997年に発表された世界銀行のレポート『2020年の中国』によれば、中国のWTO加盟による世界各国の年間受益に関して、日本は中国に次ぐ2番目の受益国になるものと予測されている。
また、国内に不安定要因を多数抱える中国は、安定した持続的発展のために、日本をはじめとする世界各国の協力を現在でも必要としている。事実、地域間格差 を是正するための策である西部大開発は日本のODAの対象となっている。
もし中国政府が社会問題の解決・処理を誤れば、日本企業にとって痛手となるだけでなく、日本や東アジアの安定にも深刻な影響を与える事が懸念されており、東アジアの安定・発展には中国の台頭が必要不可欠なものとする見方が強い。
外務省では日中間における相互不信について、両国では現在、“共通の経済的利益”はあっても、民主主義や市場主義、人権尊重など“共通の価値観”を持たない事を原因として挙げている。
EU統合の際にその進展の原動力となったのは、二度の大戦の歴史を超え協力関係を構築したフランスとドイツであった。国民性や思考方法の相違から融和が困難とされた両国であるが、中長期的な視野に立った上で互いに国益を優先し、フランスの政治力とドイツの経済力を用いて欧州の発展と安定に貢献してきたのである。
日本と中韓、また中国と韓国は、それぞれ歴史認識の隔たりが大きく、この点が"二つの全体主義（ナチズムと共産主義）との闘い"という共通の歴史観を持っているヨーロッパ諸国とは異なる。
共通の価値観を持たず、政治的環境もフランス・ドイツと大きく異なる日中・日韓において、真剣に関係の改善に取り組む事は容易ではない。その過程では両国とも国内世論と相手国の双方への配慮が不可欠であり、現実に課題は山積している。
これに対してOECD事務次長などを歴任した谷口誠の主張は、「日米間の交流の歴史は150年そこそこであるのに対し、日中間には2000年を越える交流の歴史がある。日本の文化、言語、思想、生活習慣、食べ物、日常のマナーなど、現在の日本人の生活一般を見れば、日本人はまぎれもなくアジア人である。アジアの一員たる日本人が、『東アジア共同体』を構築しようとするとき、『日米間の共通の価値観』を、あたかも『アジア的価値観』より優れたものであるかのように押し付けたところで、中国のみならず他のアジア諸国にも受け入れられず、日本は孤立するであろう。日本はアジアの多様性を生かし、『アジア的価値観』を基盤とした『東アジア共同体』の構築を目指すべきである。それはEUよりもゆるやかで寛容な、アジアの土壌にあったものになるであろう」となっている。

### 日米と中国の主導権争い
2002年1月、シンガポールで発表された小泉首相による東アジア・コミュニティ構想は一種のスローガンとも言われるが、この構想でも、対米関係を意識してその枠組みを中国主導のASEAN+3に限定したくないとの外交的配慮が働いており、日本は豪州とニュージーランドへ参加を呼び掛けていた。
アジア太平洋経済協力（APEC）の重要性を訴える米国も、1990年代初頭に浮上した東アジア経済グループ（EAEG）構想や東アジア経済協議体（EAEC）構想に反対した だけでなく、2004年8月にはコリン・パウエル国務長官が「ASEAN+3の枠組みの必要性については未だ納得していない」と発言するなど、東アジアにおける地域化については非常に敏感になっていた事を窺わせている。
2005年2月の日米安全保障協議委員会共同発表 は「地域メカニズムの開放性、包含性及び透明性の重要さを強調しつつ、様々な形態の地域協力の発展を歓迎する」とした。この共同発表に関して、東アジア共同体評議会有識者議員を務める神保謙は、「これは明らかに、東アジア共同体構想というものが開放性を担保した上で推進していくということであれば、これをアメリカは歓迎する用意があるということの理解に達したんだということについて、いわゆる国務省・国防総省と、日本側のカウンターパートがそのような理解に達しているということを示したものだと、外務省地域政策課が発言した」と語っている。
東アジア共同体に反対する米国と、それに追随する日本のこれら一連の動きは、米国を中心とする西側諸国の東アジアにおける政治・経済・安全保障上のプレゼンスの維持と、21世紀においてアジアの軍事大国としてその存在感を一層増す事がほぼ確実と見られる中国の、東アジアにおけるリーダーシップ確立阻止を目的としたものとの指摘がある。
現在の日米と中国との政治的対立は、前述の日中関係をより複雑にさせるものであり、それに因る日中のみならず東アジア諸国の関係への影響も無視できない。実際、ASEANとのFTA交渉に向けた動きでは、域内他国間のFTAによる対中包囲網を警戒した中国と、中国・ASEAN自由貿易協定による日本の影響力低下を懸念する日本とが、半ば競争気味にFTA締結に向けて動き出した感が否めない。
研究プロジェクト『日中韓3カ国の競争力比較共同研究』で、日中韓によるFTAによって3カ国全ての経済成長率が押し上げられるとの予測も踏まえ、ASEAN+3あるいは日中韓という枠組みでのFTAを検討する方が賢明であるとの声がある。
2011年、米韓自由貿易協定締結および野田政権の米国主導TPPへの参加表明で、アジアおよび環太平洋諸国経済圏構想の情勢は大きく動き始めた。これまで米国やインドを除外するASEAN+3を主張していた中国も、米国やインドを含めるASEAN+6構想を無視できなくなってきたとする見方が強い。いずれにしても、世界第3位経済規模を有し貿易額も大きい日本は、米国と中国の両陣営から経済圏構想への参加を求められている状況であるが、国内政治の混迷からアジア経済圏構想におけるリーダーシップを取れる状況にはない。

### 日本国内における諸問題
地域共同体の成立のためには「ヒト」「モノ」「カネ」の移動に対する自由化が必要不可欠である。
しかし現状においては、日中韓の間でそれらの移動に対する自由化の道は遠い。
日本政府は、
- 開かれた地域主義 ASEAN+3を基礎としながらも、機能的アプローチを通じてインド、豪州、ニュージーランド、米国等とも連携するいわゆるASEAN+6を指向する。
- 機能的アプローチ 地域の多様性を鑑み、当面は、FTA/EPAや、金融（チェンマイ・イニシアティブなど）、国境を越える問題等の地域協力を優先させる。
- 普遍的価値の尊重 複数政党制民主主義、市場経済（WTOルールの遵守など）、人権の尊重。

を基本的立場としている。2006年に首相に就任した安倍晋三はアジアの成長を取り込むべくアジア・ゲートウェイ構想を掲げており、域内各国との連携を一層強めていく事を示唆している。
また、有識者などによる東アジア共同体評議会（会長：中曽根康弘元首相）の創設など官民レベルでの議論も活発になってきており、その是非を問わず様々な意見が交わされている。多くの推進派 がいる一方、労働者移入による社会的コスト、米国との関係悪化、かつて日本が提唱した大東亜共栄圏の復活、中台関係への悪影響を懸念する声や、NAFTAへの加盟により価値観の近い米国などと共同体を形成すべきとする意見があるなど、慎重論・反対論も根強い。

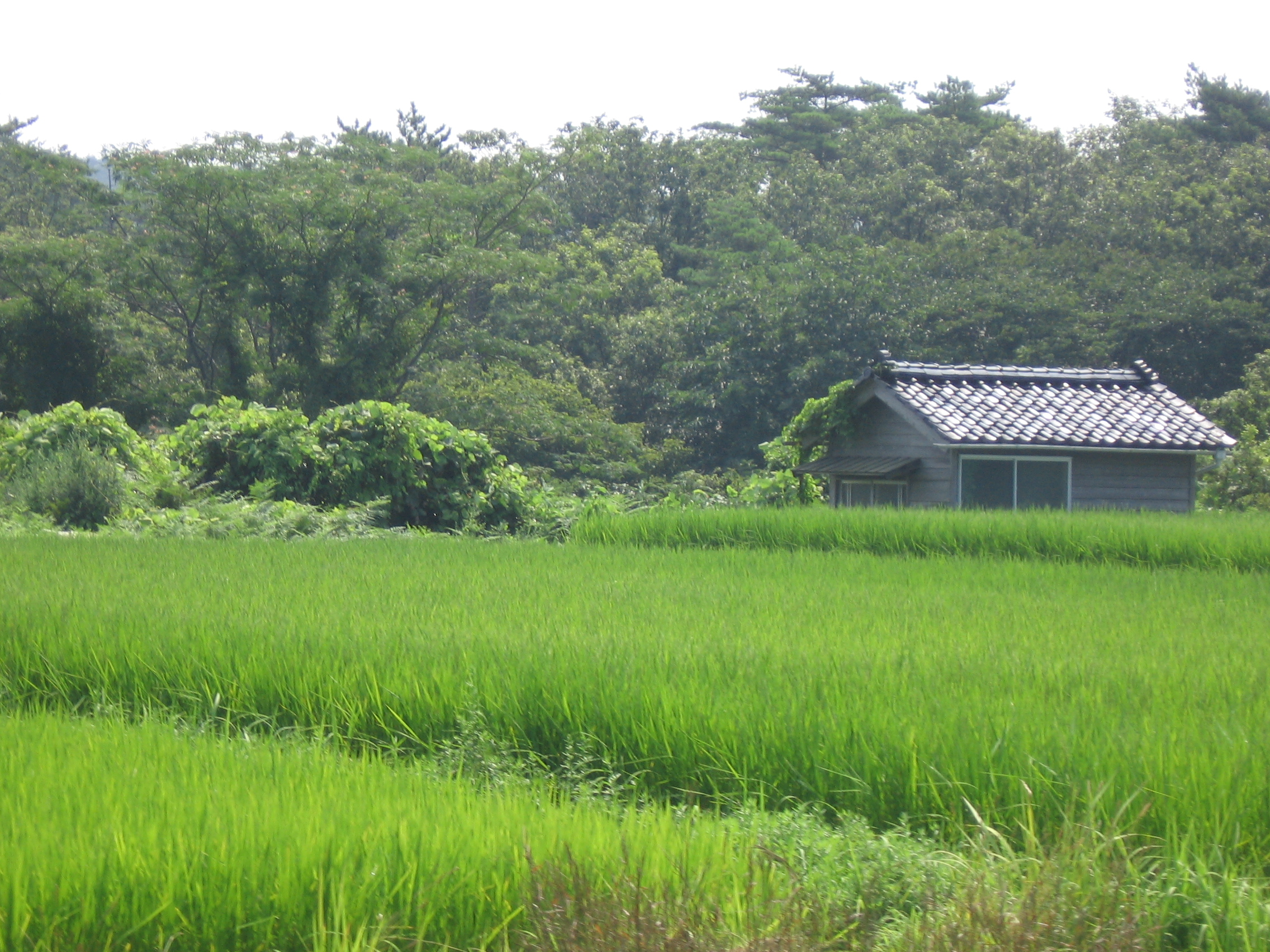
農業の貿易自由化は日本の農家にとっては死活問題となる。

このような中で、とりわけこの問題に敏感になっているのは農業関連の従事者や組織である。
FTAの過程において構造改革を迫られる事が確実視される農業などの分野ではFTAに関して反対の声が非常に根強い。豪州とのEPA交渉の際の農業関係者の反応 がそれを如実に表している。特にコメ、麦、砂糖、肉、乳製品は、その生産に携わる農業従事者が就業人口のわずか4.3%に当たる約270万人にもかかわらず、5大政治品目と呼ばれ聖域視される。これらは豪州とのEPAにより発生する年約7900億円もの農業分野への損害（農林水産省試算）、自然・環境・文化保全など農業の多面的機能、食料安全保障といった観点から、日本の農業の保護を持続すべきとするものである。
しかしこのような保護主義がその目的にとって最適な政策とする事を疑問視する声もある。農業保護は日本の経済成長の足枷になっている一面もあり、現実に、農業保護のためにこれまで日本の消費者は約10.8兆円の負担（日本政府試算）を強いられてきた。急速な高齢化によって労働と資本の投入量が減少していく日本の経済環境の現状を考慮すれば、過剰な保護政策の結果として非効率が蔓延した農業分野の構造改革は不可避であると指摘される。
農業自由化により増加するであろう失業者に対する何らかの支援策は欠かせないが、価格支持政策 の撤廃に加え、耕作地合併による生産性の改善などを求めていく事で、結果的には消費者や納税者の負担を軽減する事ができる。また自由化に関しても、相当期間のタイムテーブルを用意した上で、競争力のある分野から自由化を進め、徐々に競争力の劣る分野へも移行するというような段階的なアプローチが重要になってくる。
食料自給率の維持は国家の重要課題であるが、それは農業の担い手の確保や、農地拡大による生産性の向上などを通じて実現されるべきとする意見もあり、それらの人々は、むしろ経済連携協定を通して、凶作時の食料の融通を多くの国と約束しておくといった中長期的な観点からの視点の必要性を訴えている。
また、農業問題と共にしばしばFTAによる弊害として取り上げられるのが、労働市場の開放（いわゆる“ヒトの移動”）である。フィリピンとの2国間FTAからもわかる ように、日本国内では外国人労働者の受け入れに対する反対の声が根強い。人数制限や入国後の管理が困難な事、外国人犯罪の増加に因る社会問題の発生を懸念してのものである。
一方で、少子高齢化の進む日本では、労働人口の減少により消費市場も縮小する事が予測される。やがて来るこの現実を直視し、外国人労働者受け入れによって日本経済を持続的に成長させていくための対策を考える事も求められている。統計では2004年の時点で、日本と欧米の労働市場を比較すると、外国人就業者の比率は米国15%、ドイツ12%、フランス11%、英国10%となっているのに対し、日本は約1.5%と突出して低い。統計上では労働市場に関して言えば日本はまだ鎖国状態に近い事が窺えるが、現実は異なる。現時点で日本には約200万人の外国人が居住しており、半数以上が正式な就労入国査証は未取得ながらも就業していると推定されている。留学や就学、研修などの名目で入国し、いわゆる単純労働に就いている。日本国内でも業種によっては外国人の労働力に大きく依存している。
この建前と現実の深刻な乖離の実態を踏まえ、専門的な知識を持つ高度人材・単純労働者の別け隔てなく、日本社会がどのように外国人を受け入れ、教育体制の整備などを通してどのような多文化共生の風土を築き上げていくのかについて、議論の必要性を説く声もある。
日本政府はタイなどが求める 単純労働者受け入れの制度化には慎重であるが、経済財政諮問会議も2006年の「骨太の方針」で検討課題に挙げているように、経済界には積極的な対応を望む声がある。既に流入している外国人労働者と共生可能な社会を創る事は、将来、本格的に外国人を受け入れる際の基盤整備にも繋がる。
2007年は、日本の労働市場開放の先駆けとして、準高度人材である看護師や介護士が初めて日本にやって来る。日本の成長に貢献する可能性のある人材に対する認識を改め、入国に関する規制の緩和や労働先としての魅力を高めていく事も重要な課題の1つである。既に研究者・科学者・ITエンジニアなど高度な人材では世界各国で争奪戦が始まっているという現状も踏まえ、自由で活気に溢れる労働環境の整備や外国人に開かれた社会の構築など、総合的な戦略が問われる事になる。
2009年5月に民主党代表となった鳩山由紀夫は、演説や寄稿文などで「日米安保条約は外交の要」としながらも、友愛精神に基づいた「東アジア共同体」を提唱した。内容としては日本・中国・韓国を中心とした東アジアが集団安全保障体制を構築し、通貨の統一も実現すべきだ、とするものであるが、鳩山は「東アジア地域の安定を図るため、米国の軍に機能すべきだと思うが、（同時に）政治的・経済的にも影響力を行使し続けるのには、できる限り歯止めをかけたい」（『Voice』2009年9月号）と主張しており、米国の影響力を徐々に減らしていくべきという趣旨の主張をし、自らが政権を取った場合、東アジアの集団安全保障体制の構築や通貨の統一を積極的に進めていくと表明していた。しかしこれには、欧米の専門家からは領有権問題や経済格差などの要因から実現困難性が指摘され、また「オバマ政権は、論文にある反グローバリゼーション、反アメリカ主義を相手にしないだろう」「米政府の担当者が日本をアジアの中心に考えなくなり、G7の首脳らにも同意が得られないとしている。」などと相次いで批判がなされた。同時に日本国内からは、農業は保護政策を掲げながら自己矛盾もしているなどと批判された（詳細は友愛外交を参照）。
2010年9月10日、鳩山由紀夫前首相は、東アジア共同体構想に「ロシアも視野に入れる発想が求められている」と述べている。

## 関連人物

### 構想関係者
- 中曽根康弘
- 伊藤憲一
- 田中均
- 藪中三十二
- 鳩山由紀夫 - 祖父鳩山一郎同様、欧州連合の父の一人リヒャルト・クーデンホーフ＝カレルギー伯爵から思想的影響を受ける。
- 藤野文唔
- 河野洋平
- マハティール・ビン・モハマド - 東アジア経済グループ（EAEG）、東アジア経済協議体（EAEC）を提唱。
- リヒャルト・クーデンホーフ＝カレルギー伯爵 - 欧州連合の父の一人。ヨーロッパ大陸及びその植民地からなる「パン・ヨーロッパブロック」、日本列島・中国大陸・朝鮮半島からなる「東アジアブロック」などを構想した著書『パン・ヨーロッパ』（1923年）により一躍スターダムに駆け上る。若き日のクーデンホーフ＝カレルギー伯爵はパン・ヨーロッパとパン・アジア（イーストアジア）の協力、植民地の分け与えなど思いを膨らませて外交官時代の鹿島守之助博士（自民党議員、鹿島建設会長）に語った（時代と共にクーデンホーフ＝カレルギー伯爵の植民地観は後退）。クーデンホーフ＝カレルギー伯爵の構想に基づいて鹿島守之助博士はパン・アジアを提唱した。
- 藤末健三
- 松本健一 - 常設機関としての「アジアン・コモンハウス」構想を提唱。

### 批判者
- 中西輝政
- 古森義久

### 研究者
- 羽場久美子 - 青山学院大学教授
- 進藤栄一ｰ 筑波大学名誉教授
- 伊藤憲一 - 国際フォーラム会長
- 谷口誠 - 岩手県立大学第2代学長